# Samsung Galaxy A6 / A6+
O Samsung Galaxy A6 ou Samsung Galaxy A6+ é um smartphone Android desenvolvido e fabricado pela Samsung Electronics. Faz parte da série Galaxy A, que é voltada para o mercado intermediário. O anúncio dos aparelhos ocorreu em 2 de maio de 2018, seguido pelo lançamento inicial nos mercados da Europa, Ásia e América Latina no mesmo mês. Posteriormente, os dispositivos foram disponibilizados na Coreia do Sul, África e China. O aparelho recebeu denominações diferentes em alguns países: Galaxy Jean na Coreia do Sul e Galaxy A9 Star lite na China.

## Especificações

### Software
O smartphone sai de fábrica com sistema operacional móvel Android Oreo com a interface Samsung Experience 9.5 da Samsung.

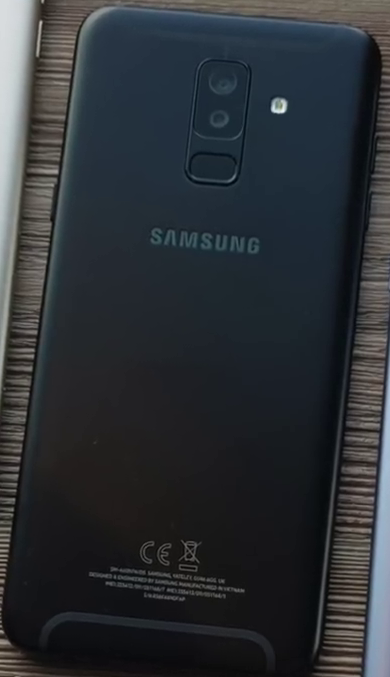
Face traseira de um Samsung Galaxy A6+